# Lecteria (Lecteria) microcephala
Lecteria (Lecteria) microcephala is een tweevleugelige uit de familie steltmuggen (Limoniidae). De soort komt voor in het Afrotropisch gebied.